# Costanzana
Costanzana (piemontiul: Costanzan-a) település Olaszországban, Vercelli megyében. Lakosainak száma 762 fő (2023. január 1.). Costanzana Asigliano Vercellese, Balzola, Morano sul Po, Pertengo, Rive, Trino, Desana és Tricerro községekkel határos.

## Népesség
A település népességének változása:
| Lakosok száma | 775  | 767  | 762  |
|               | 2017 | 2018 | 2023 |